# Podvodno slano jezero
Podvodno slano jezero ili podvodni slani bazen je količina soli prikupljena u udubljenju morskog dna. Ti su bazeni gusta vodena tijela koja imaju salinitet tri do osam puta veći od okolnog oceana. Bazeni sa slanom vodom obično se nalaze ispod polarnog morskog leda i u dubokom oceanu. Podvodna slana jezera ispod morskog leda nastaju postupkom koji se naziva odbacivanje salamure. Za dubokomorske bazene sa slanom vodom potrebna je sol kako bi se povećao gradijent slanosti. Ta sol može doći iz jednog od dva procesa: otapanjem velikih naslaga soli putem tektonike soli ili geotermalno zagrijanom slanom vodom koja dolazi iz tektonskih centara širenja. Rasol često sadrži visoke koncentracije sumporovodika i metana, koji daju energiju kemosintetskim životinjama koje žive u blizini bazena. Ta su bića često ekstremofili i simbioti. Dubokomorski i polarni slani bazeni otrovni su za morske životinje zbog visokog saliniteta i anoksičnih svojstava, što u konačnici može dovesti do toksičnog šoka i moguće smrti.

## Karakteristike
Bazeni sa slanom vodom ponekad se nazivaju "jezerima" morskog dna, jer se gusta salamura ne miješa lako s prekomjernom morskom vodom stvarajući različito sučelje između vodenih masa. Veličine bazena su od manje od 1 m2 pa sve do 120 km2 i 200 m dubokog bazena Orca. Visoka slanost povećava gustoću rasoli, što stvara površinu i obalu bazena. Zbog velike gustoće salamure i nedostatka miješanja struja u dubokom oceanu, podvodna slana jezera često postaju anoksična i smrtonosna za organizme koji dišu. Podvodna slana jezera koji podržavaju kemosintetsku aktivnost, međutim, oblikuju život na obalama bazena gdje bakterije i njihovi simbionti rastu blizu najviših koncentracija oslobađanja hranjivih sastojaka.